# IC 443
IC 443 — Залишок наднової (SNR) у сузір'ї Близнята.
Цей об'єкт міститься в оригінальній редакції індексного каталогу.